# Ruta de Illinois 56
La Ruta de Illinois 56, y abreviada IL 56 (en inglés: Illinois Route 56) es una carretera estatal estadounidense ubicada en el estado de Illinois. La carretera inicia en el oeste desde la US 30  , IL 47   en Sugar Grove hacia el este en la US 12  , US 20 , US 45  en Bellwood. La carretera tiene una longitud de 52,3 km (32.52 mi).

## Mantenimiento
Al igual que las autopistas interestatales, y las rutas federales y el resto de carreteras estatales, la Ruta de Illinois 56 es administrada y mantenida por el Departamento de Transporte de Illinois por sus siglas en inglés IDOT.